# La rivista di Topolino
La rivista di Topolino (Mickey's Revue) è un film del 1932 diretto da Wilfred Jackson. È un cortometraggio animato della serie Mickey Mouse, prodotto dalla Walt Disney Productions e uscito negli Stati Uniti il 25 maggio 1932, distribuito dalla Columbia Pictures. Nel film Topolino, Minni, Orazio Cavezza e Clarabella suonano ed eseguono uno spettacolo di danza. Inoltre nel corto compare per la prima volta Pippo (il cui nome originale all'epoca era Dippy Dawg).

## Trama
Topolino è direttore dell'orchestra di una rivista, mentre Minni, Clarabella e altri animali eseguono numeri di danza. Orazio si occupa degli effetti speciali. Durante lo spettacolo succedono diversi imprevisti: Pippo, tra il pubblico, mangia e ride rumorosamente, disturbando gli altri spettatori e obbligandoli a tramortirlo, mentre Pluto sgattaiola più volte sul palco. Lo spettacolo si conclude con Topolino e Minni che suonano insieme (lei al pianoforte e lui con una varietà di strumenti). Da sotto il palco spuntano però molti gattini, e Pluto, inseguendoli, distrugge tutto. Tuttavia Topolino e Minni continuano a suonare imperterriti gli strumenti fracassati, terminando lo spettacolo.

## Edizioni home video

### DVD
Il cortometraggio è incluso nel DVD Walt Disney Treasures: Topolino in bianco e nero.